# Фусянь
Фуся́нь (кит. упр. 富县, пиньинь Fù xiàn) — уезд городского округа Яньань провинции Шэньси (КНР).

## История
В эпоху Вёсен и Осеней эти места вошли в состав царства Цзинь, а после того, как три семьи разделили Цзинь — оказалась в составе царства Вэй. Впоследствии царство Вэй было завоёвано царством Цинь, создавшим в итоге первую в истории Китая централизованную империю. В империи Цинь здесь был создан уезд Дяоинь (雕阴县). 
При империи Западная Хань появился ещё и уезд Чжилу (直路县), но в 25 году был расформирован. 
В 189 году эти места были захвачены гуннами и надолго перешли под власть кочевников.
Во второй половине IV века эти места вошли в состав государства Ранняя Цинь, объединившего почти весь северный Китай, а затем — в состав государства Поздняя Цинь; в это время эти места входили в состав уезда Чанчэн (长城县). При империи Северная Вэй из уезда Чанчэн был выделен уезд Лижэнь (利仁县). В 491 году была создана область Дунцинь (东秦州), которой были подчинены уезды Чанчэн и Лижэнь. В 516 году область Дунцинь была переименована в Бэйхуа (北华州). При империи Западная Вэй в 535 году область Бэйхуа была переименована в Фучжоу (敷州), а в 554 году уезд Чанчэн был переименован в Саньчуань (三川县), а уезд Лижэнь был расформирован.
При империи Суй в 583 году из уездов Саньчуань и Лочуань был выделен уезд Лоцзяо (洛交县). 
В 606 году область Фучжоу была переименована в округ Фучэн (鄜城郡), а в 607 году — в округ Шанцзюнь (上郡). При династии Тан в 618 году часть уезда Лоцзяо в районе крепости Фулу была выделена в уезд Фулу (伏陆县), а округ Шанцзюнь стал областью Фучжоу (鄜州). 
В 620 году из западных частей уездов Лоцзяо и Саньчуань был создан уезд Чжило (直罗县). В 742 году область Фучжоу была переименована в округ Лоцзяо (洛交郡), но в 758 году округ Лоцзяо вновь стал областью Фучжоу. 
При империи Сун в 1074 году уезд Саньчуань был присоединён к уезду Лоцзяо.
В 1115 году эта территория была захвачена чжурчжэнями, которые включили её в состав своей империи Цзинь. После монгольского завоевания в 1263 году уезды Чжило и Лоцзяо были расформированы, и эти земли перешли под непосредственное управление властей области Фучжоу. 
При империи Цин в 1725 году область была поднята в статусе до «непосредственно управляемой» (то есть стала подчиняться напрямую властям провинции, минуя промежуточное звено в виде управы). 
После Синьхайской революции в Китае была проведена реформа структуры административного деления, и в 1913 году области и управы были упразднены; на территории, ранее непосредственно управлявшейся властями области Фучжоу, был создан уезд Фусянь (鄜县).
С 1934 года в этих местах появились войска коммунистов, которые начали создавать собственные органы управления.
В 1950 году был создан Специальный район Яньань (延安专区), и уезд вошёл в его состав. 
В 1958 году уезд Фусянь был присоединён к уезду Лочуань, но в 1961 году был воссоздан. 
В 1964 году в рамках всекитайской кампании по упрощению иероглифов написание названия уезда было изменено с 鄜县 на 富县. 
В 1969 году Специальный район Яньань был переименован в округ Яньань (延安地区). 
В 1996 году постановлением Госсовета КНР были расформированы округ Яньань и город Яньань, и образован городской округ Яньань.

## Административное деление
Уезд делится на 1 уличный комитет, 6 посёлков и 1 волость.